# Теплицкий, Вадим Израилевич
Вадим Израилевич Теплицкий (18 июня 1927 года, Киев, Украина, СССР — 30 апреля 2017 года, Бат-Ям, Израиль) — советский и израильский инженер-экономист, журналист, историк шахмат. Автор более чем 20 книг, в том числе монографий по истории шахмат, а также свыше 400 статей, очерков, репортажей, стихов, юморесок, пародий, эпиграмм, опубликованных в украинских, израильских, российских и американских СМИ, а также в интернете. Кандидат в мастера по шахматам. Соавтор Энциклопедического словаря «Шахматы» (Москва, 1990).
В августе 1941 года эвакуировался с матерью сначала из Киева в Сталинград, затем, когда немецкие войска приблизились к городу, бежал в Среднюю Азию. Отец, инженер-химик 2-го ранга Израиль Гершкович Теплицкий, пошел добровольцем на фронт и погиб в 1941 году.
В феврале 1993 года репатриировался в Израиль, жил в г. Бат-Яме.
Признан лучшим шахматным журналистом Израиля 2002 года Спортивной ассоциацией Израиля (ЭЛСИ). Пять лет работал на израильском радио РЭКА шахматным обозревателем.
Его имя вошло в публикацию популярной газеты «Секрет» под рубрикой «Еврейские имена».
Среди основных работ — большое исследование «Евреи в истории шахмат» (1997).
Описал свою жизнь и историю семьи в контексте исторических событий XX века в автобиографической книге «Страна, укравшая мою жизнь».